# Nezabudice
Nezabudice (Duits: Nesabuditz) is een Tsjechische gemeente in de regio Midden-Bohemen en maakt deel uit van het district Rakovník, ongeveer 12 km ten zuidoosten van de stad Rakovník en 5 km ten zuidwesten van Křivoklát.
Nezabudice telt 92 inwoners.

## Geschiedenis
Het dorp werd voor het eerst vermeld in 1115. In de middeleeuwen stond er een burcht van de landheren van Nezabudice. Er waren twee bakkers in het dorp die als enige taak hadden brood te leveren aan het nabijgelegen kasteel Křivoklát.
Het belangrijkste gebouw van het dorp is de Sint-Laurenskerk. Deze kerk werd al in 1250 vermeld en is heden ten dage een monument. Een ander monument is de molen op de stuw van de Berounkarivier uit 1720, welke toentertijd al werd vermeld in boeken van schrijver Ota Pavel.

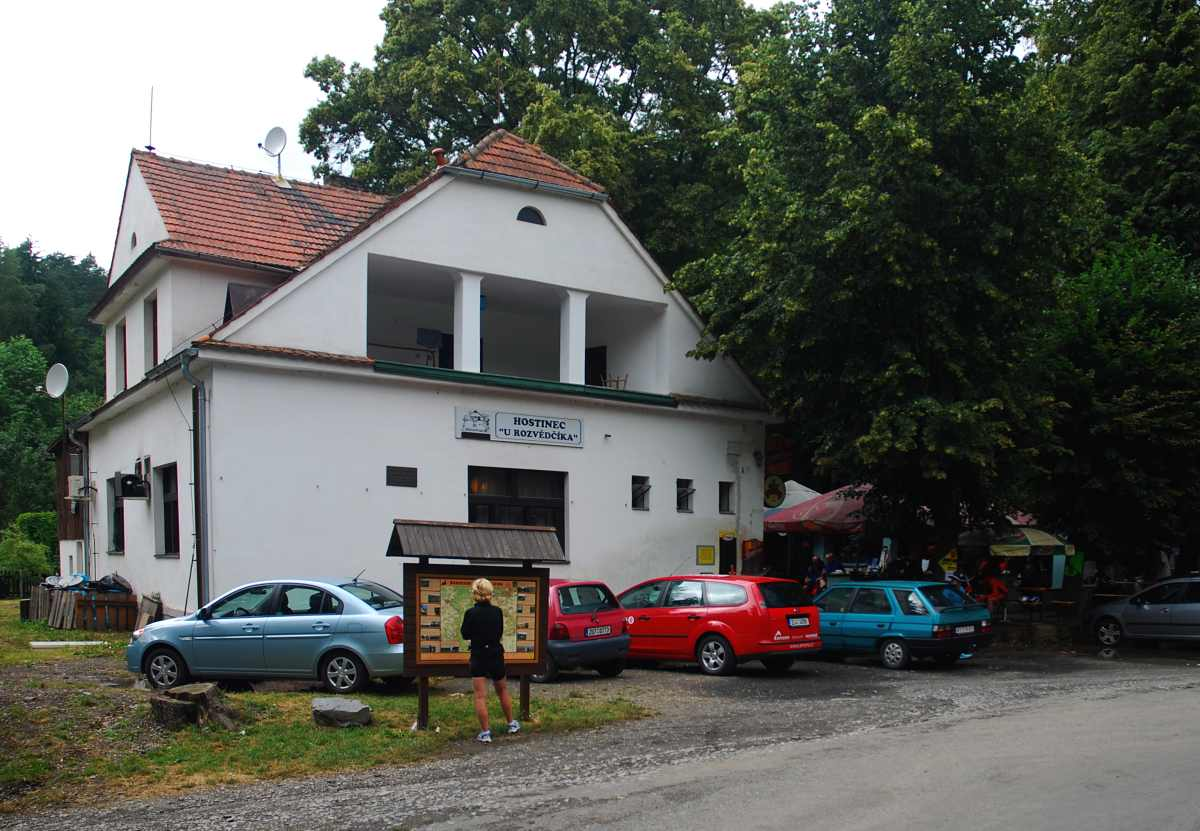
Taverne U rozvědčíka

Niet ver van het dorp staat een regionaal bekende taverne genaamd U Rozvědčíka. Tijdens de Tweede Wereldoorlog was dit een wapenopslagplaats voor de illegale landelijke defensie-organisatie. Aan de toenmalige eigenaar van het café, Jaroslav Franěk, is tegenwoordig een museum gewijd in het gemeentegebouw.

## Verkeer en vervoer

### Wegen
De weg II/201 Kralovice - Slabce - Nezabudice - Křivoklát - Unhošť loopt langs het dorp.

### Spoorlijnen
Er is geen station of spoorlijn in (de buurt van) Nezabudice.

### Buslijnen
De volgende lijnen halteren in Nezabudice:
- Lijn ??? Křivoklát - Nezabudice - Velká Buková- Roztoky (2 ritten in beide richtingen op werkdagen) van vervoerder Autobusová dopravy Kohout s. r. o.
- Lijn ??? Rakovník- Nezabudice - Hřebečníky - Týřovice (2 ritten in beide richtingen op werkdagen) van vervoerder Transdev Střední Čechy
- Lijn ??? Rakovník - Nový Dům - Roztoky - Nezabudice (1 rit in beide richtingen op werkdagen) van vervoerder Transdev Střední Čechy

In het weekend rijdt er geen bus van/naar Nezabudice.

## Bezienswaardigheden
- Sint-Laurenskerk

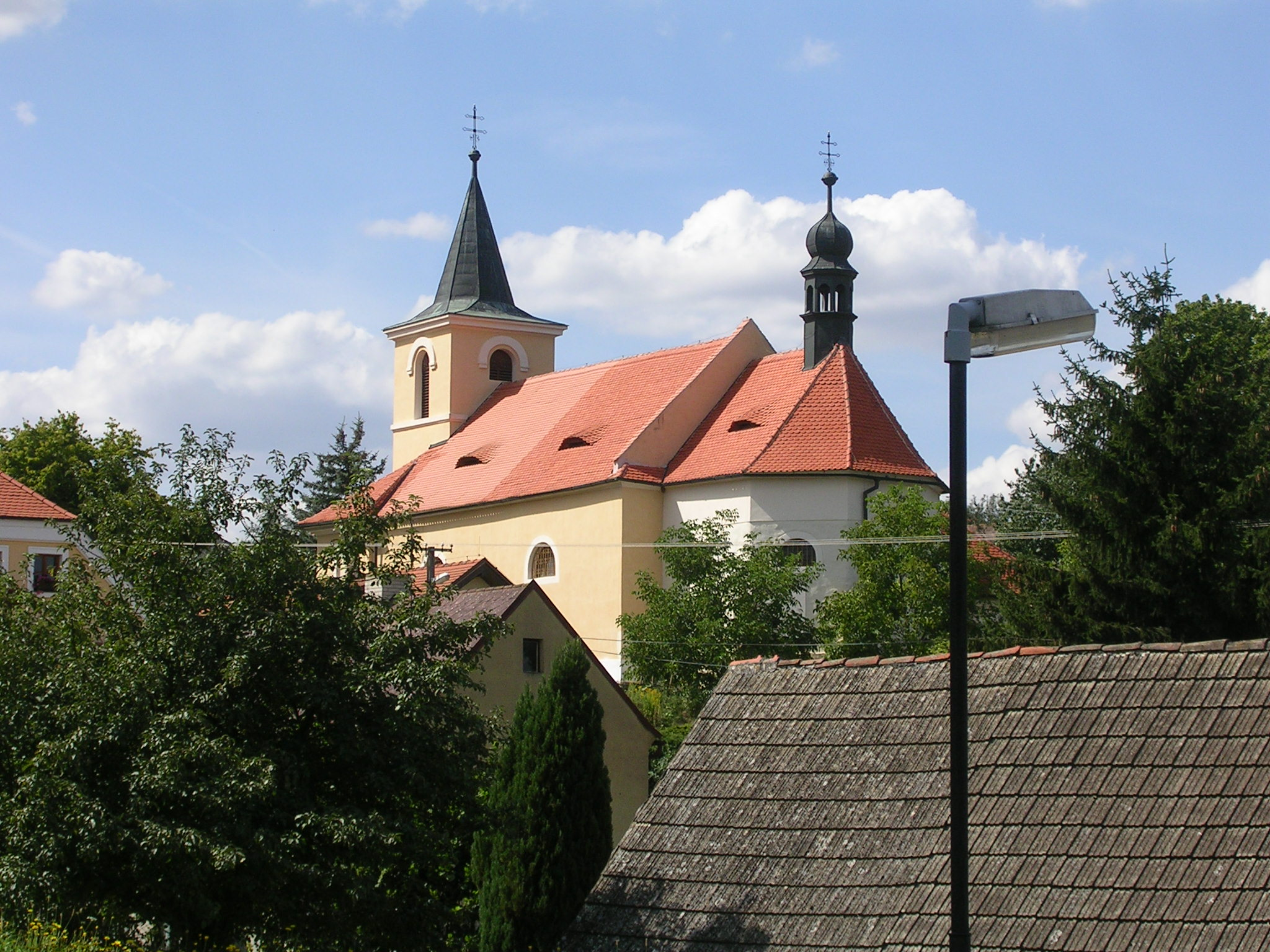
Sint-Laurenskerk

- Museum gewijd aan Jaroslav Fraňek (zie ‘Geschiedenis’)
- Beeld van de Maagd Maria met het kindje Jezus, uit 1873

## Geboren in Nezabudice
- Josef Frankovský (oorspronkelijke naam: Josef Franěk) - Praags acteur en herbergier

## Galerij

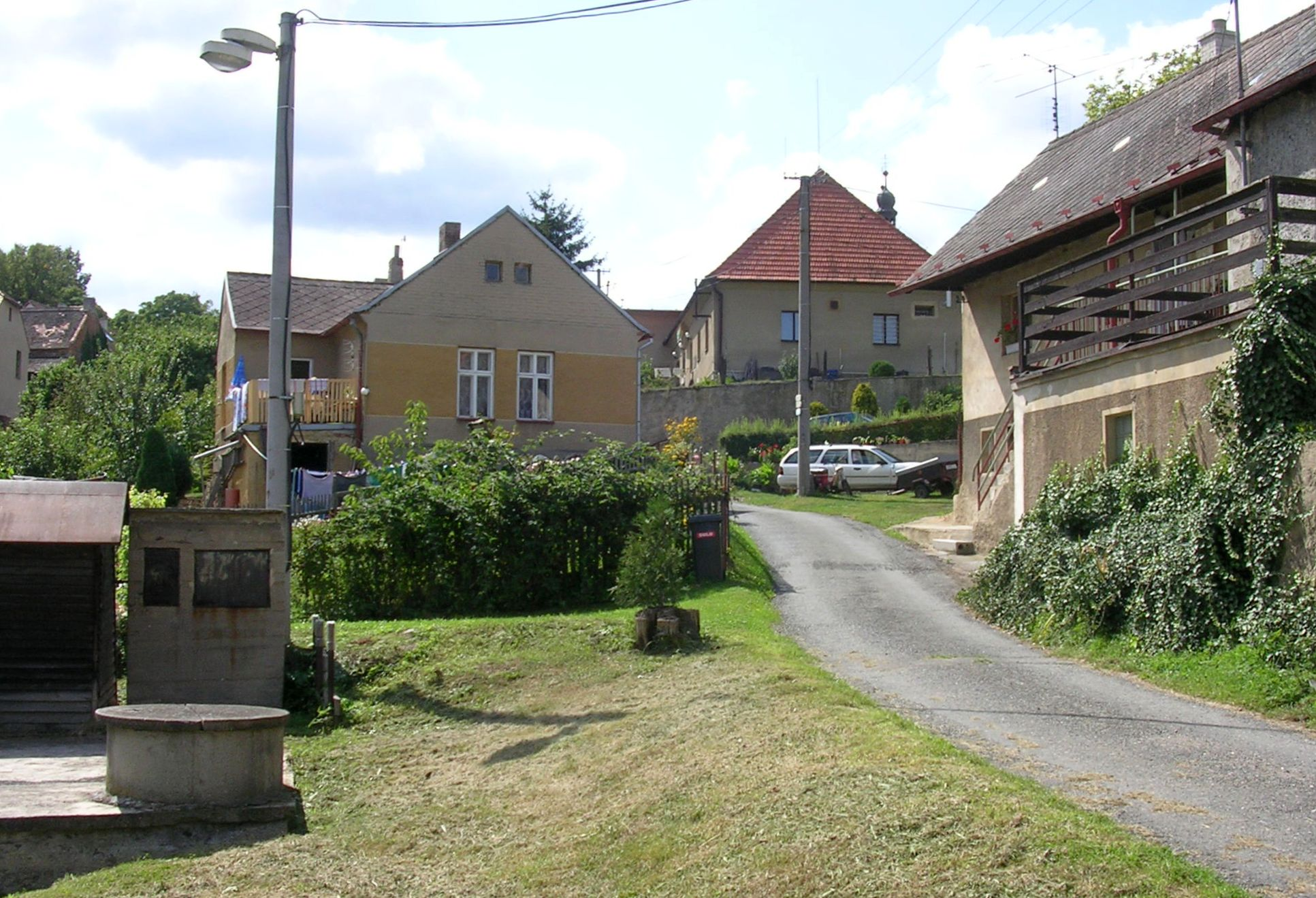
Straat in Nezabudice
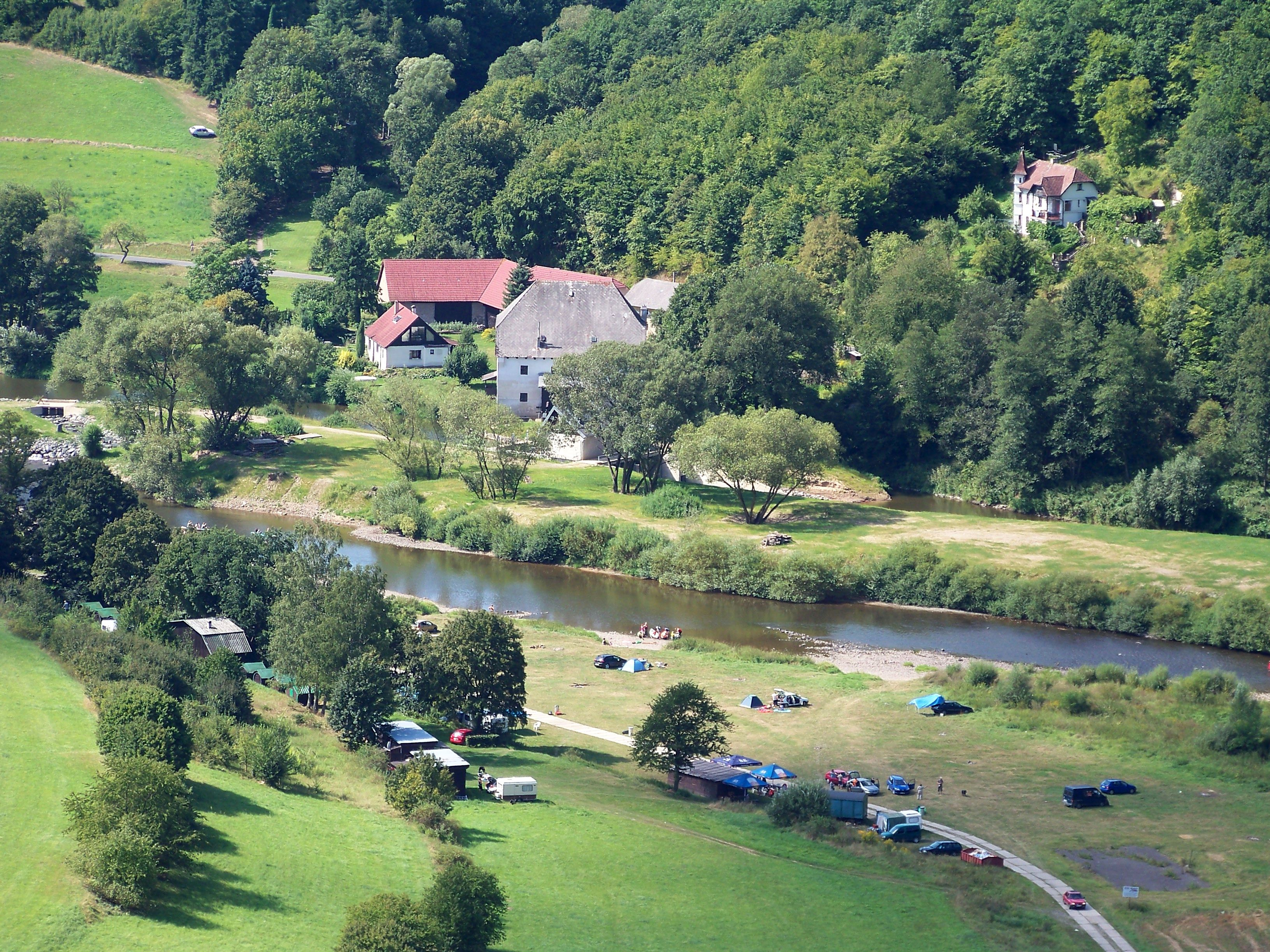
Blik op de watermolen
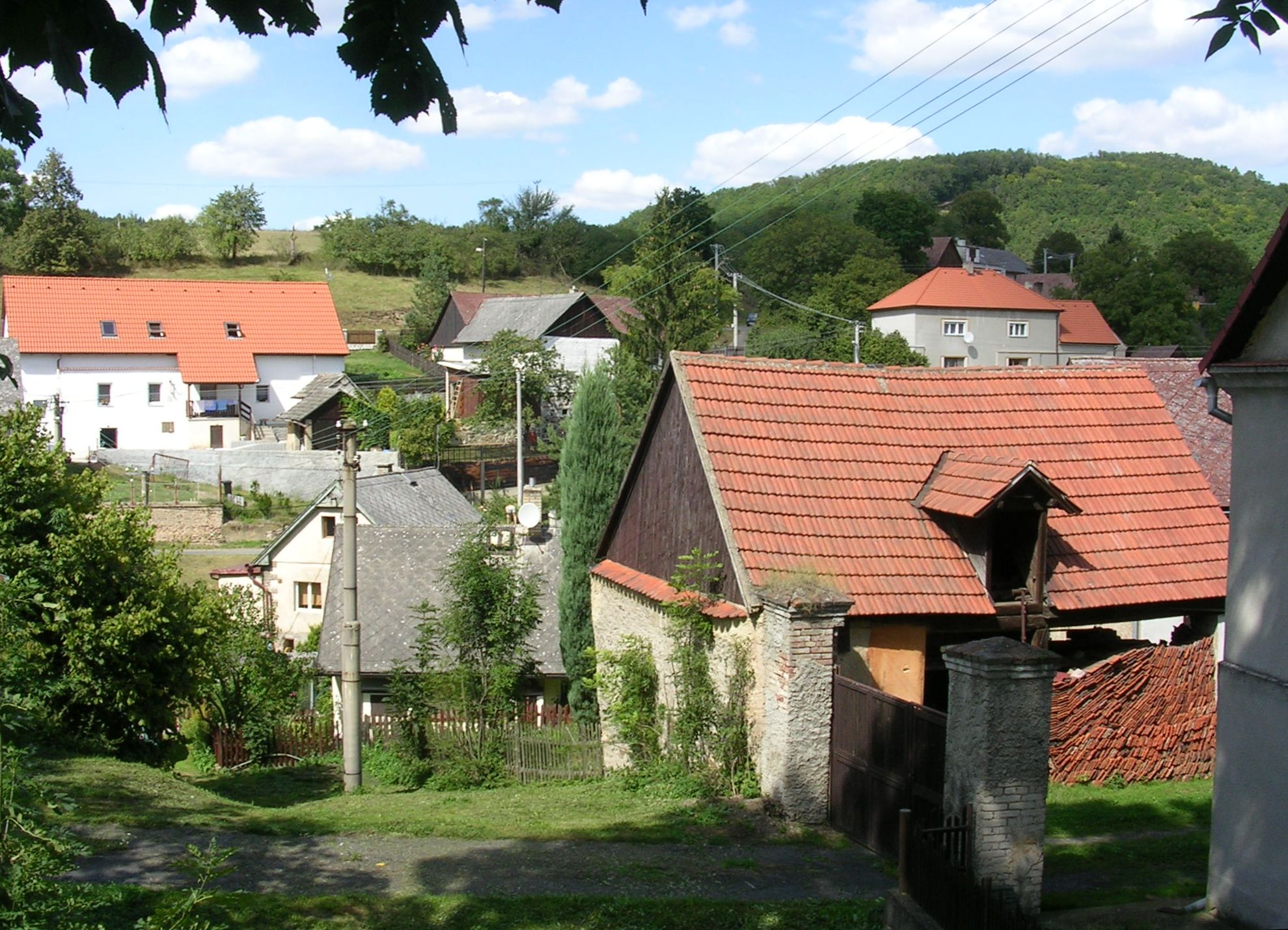
Uitzicht vanaf een heuvel
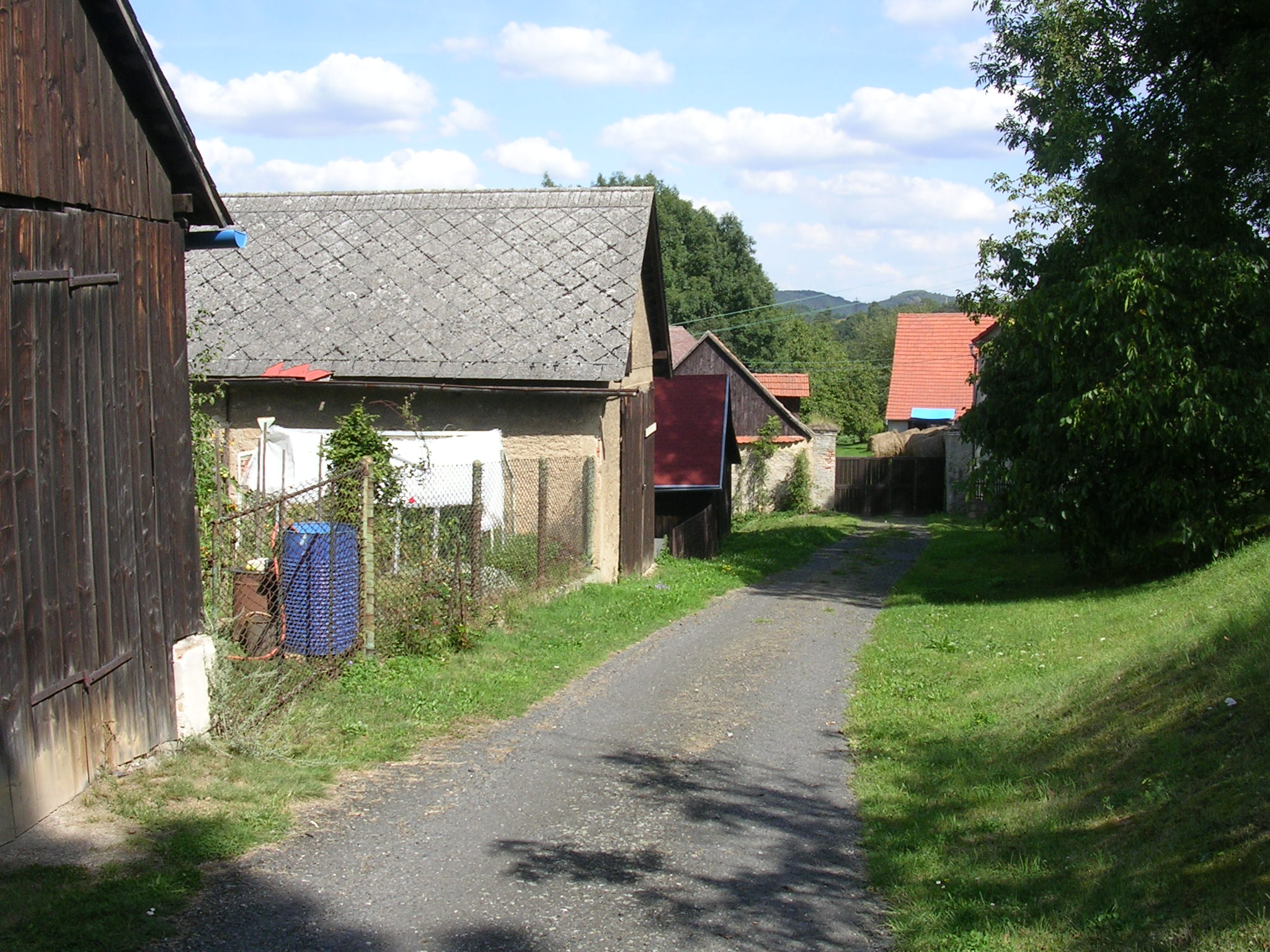
Straatje in Nezabudice
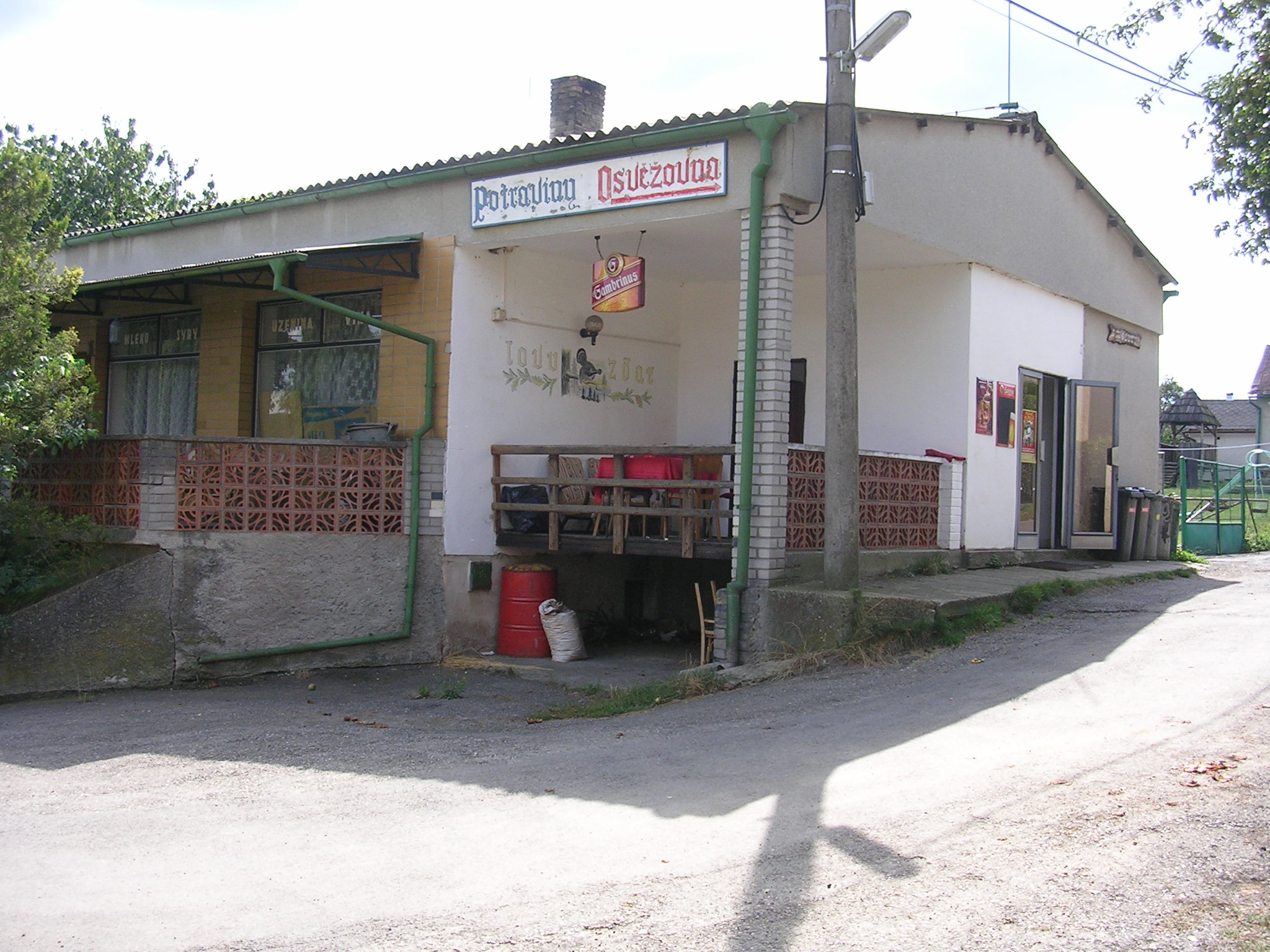
Café en buurtsupermarkt in Nezabudice
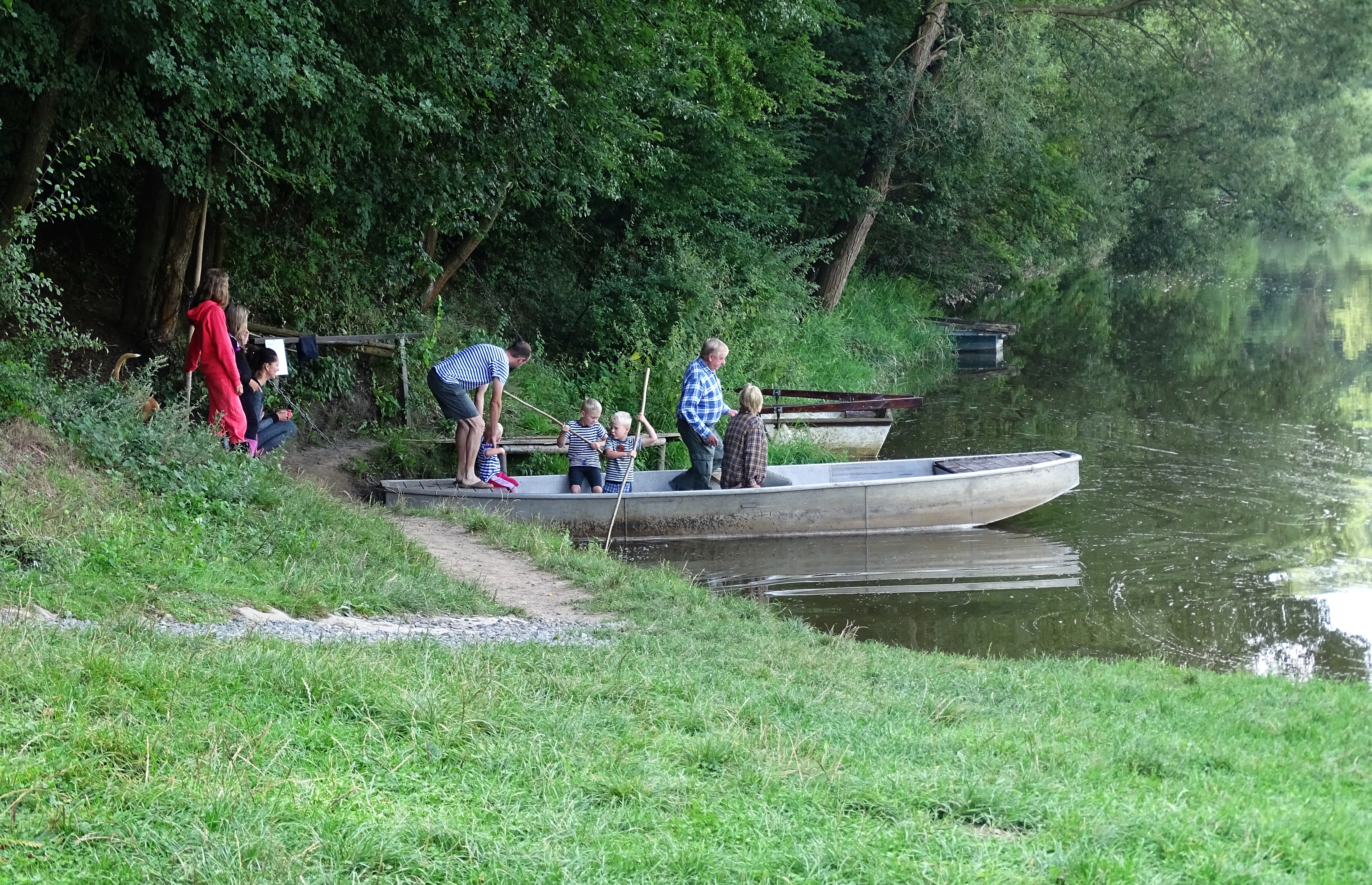
‘Veerboot’ over de Berounkarivier
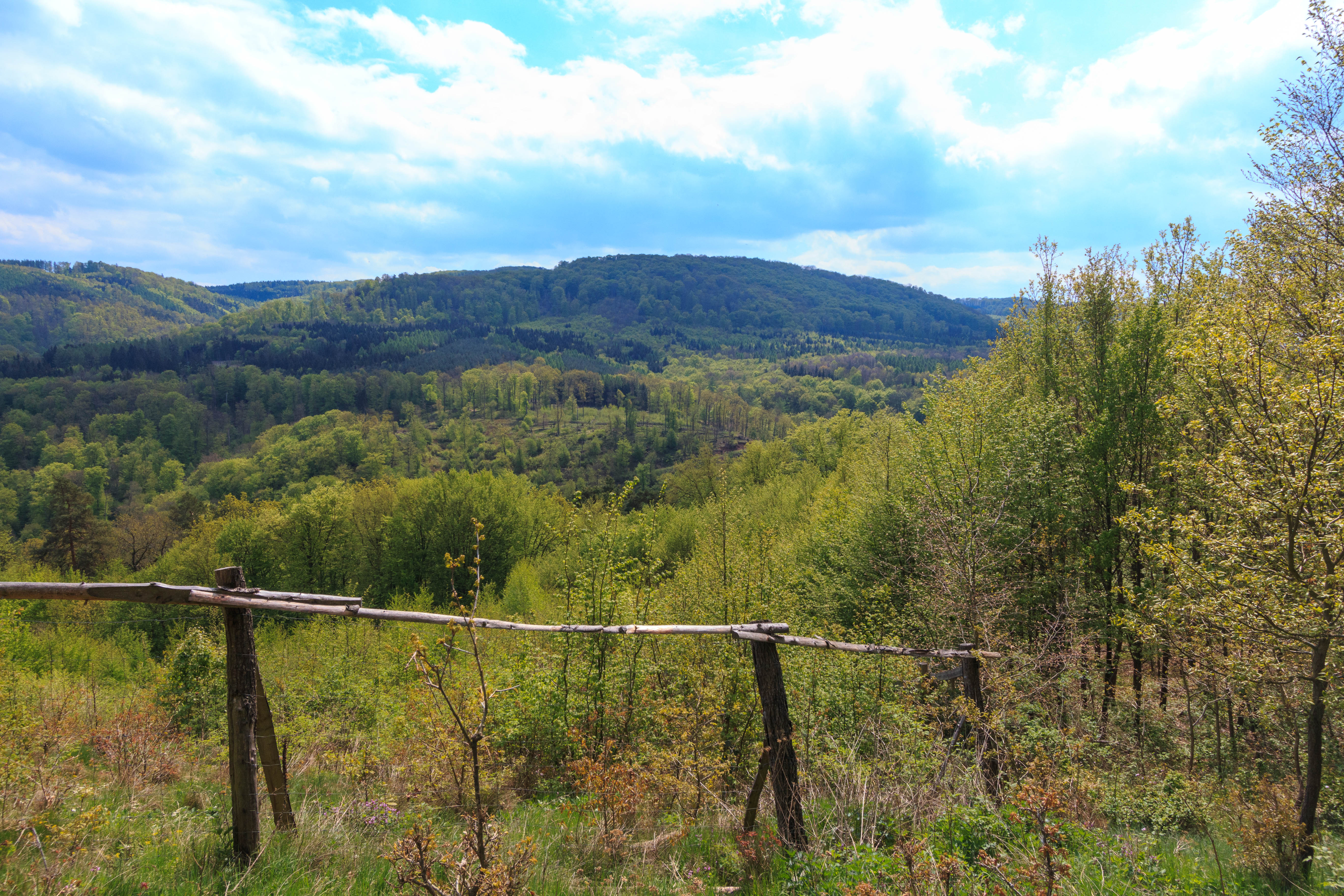
Weg langs de Duivelsrotsen bij Nezabudice
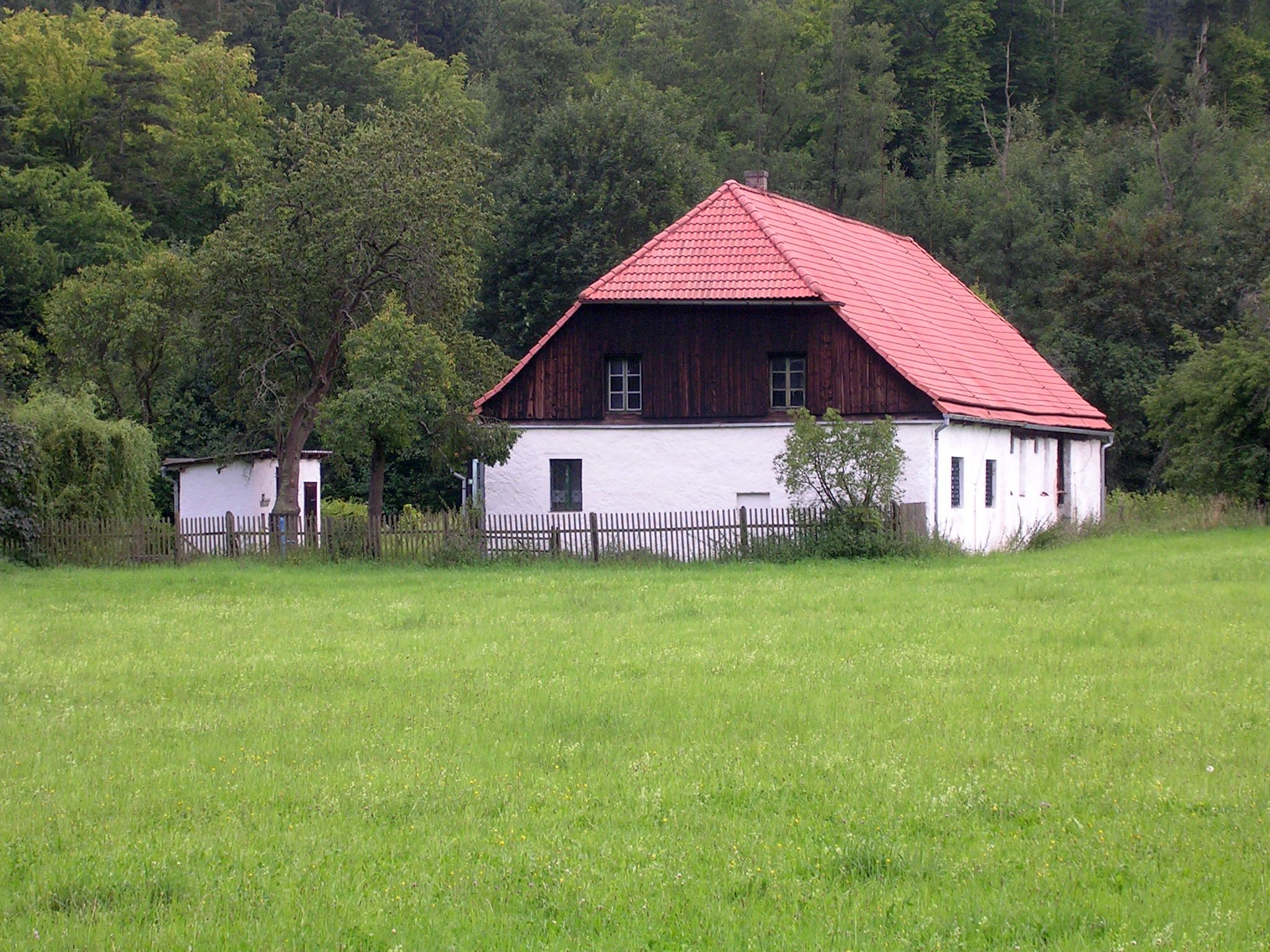
Zigeunerwinkel nabij Nezabudice
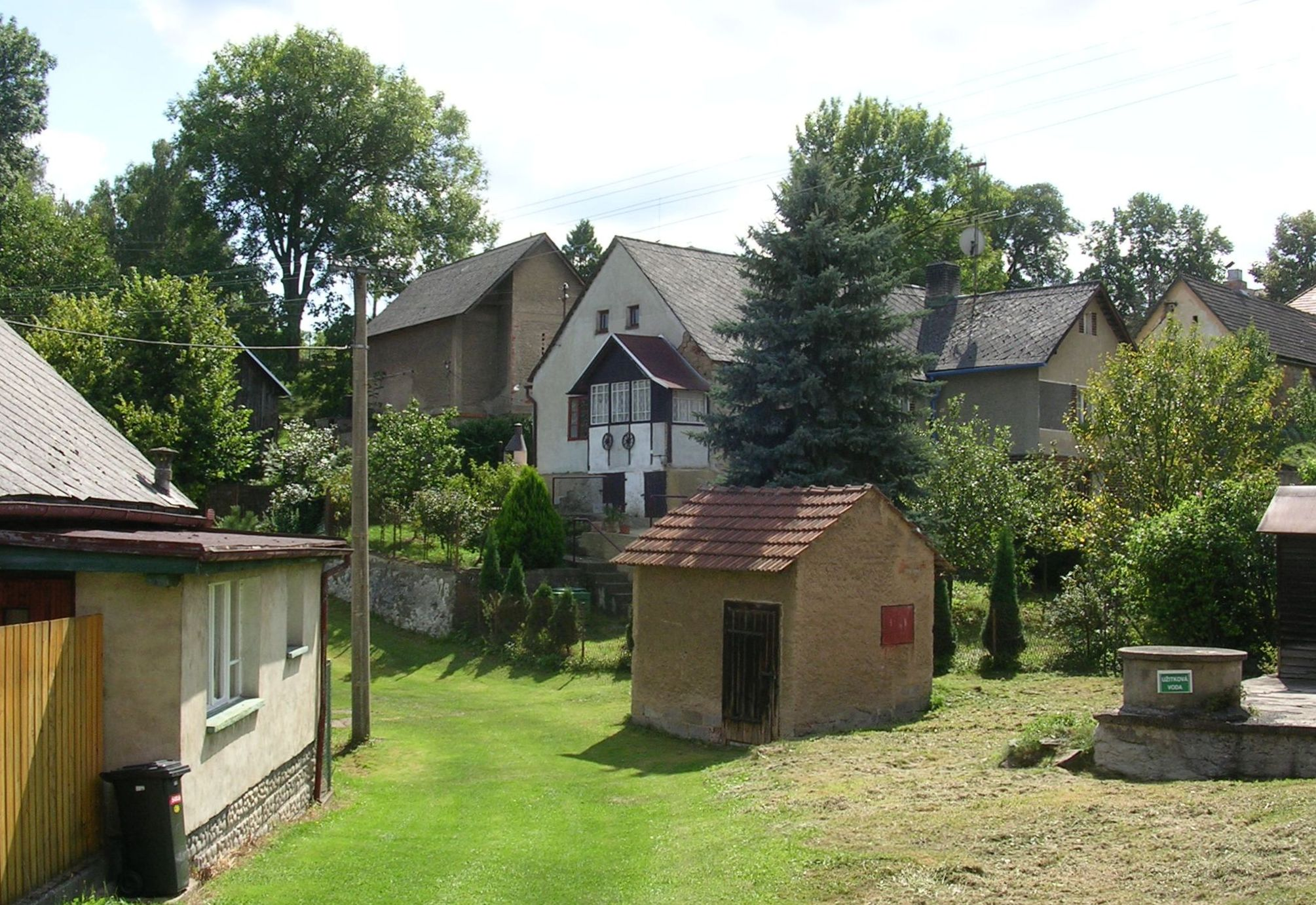
Straat in Nezabudice
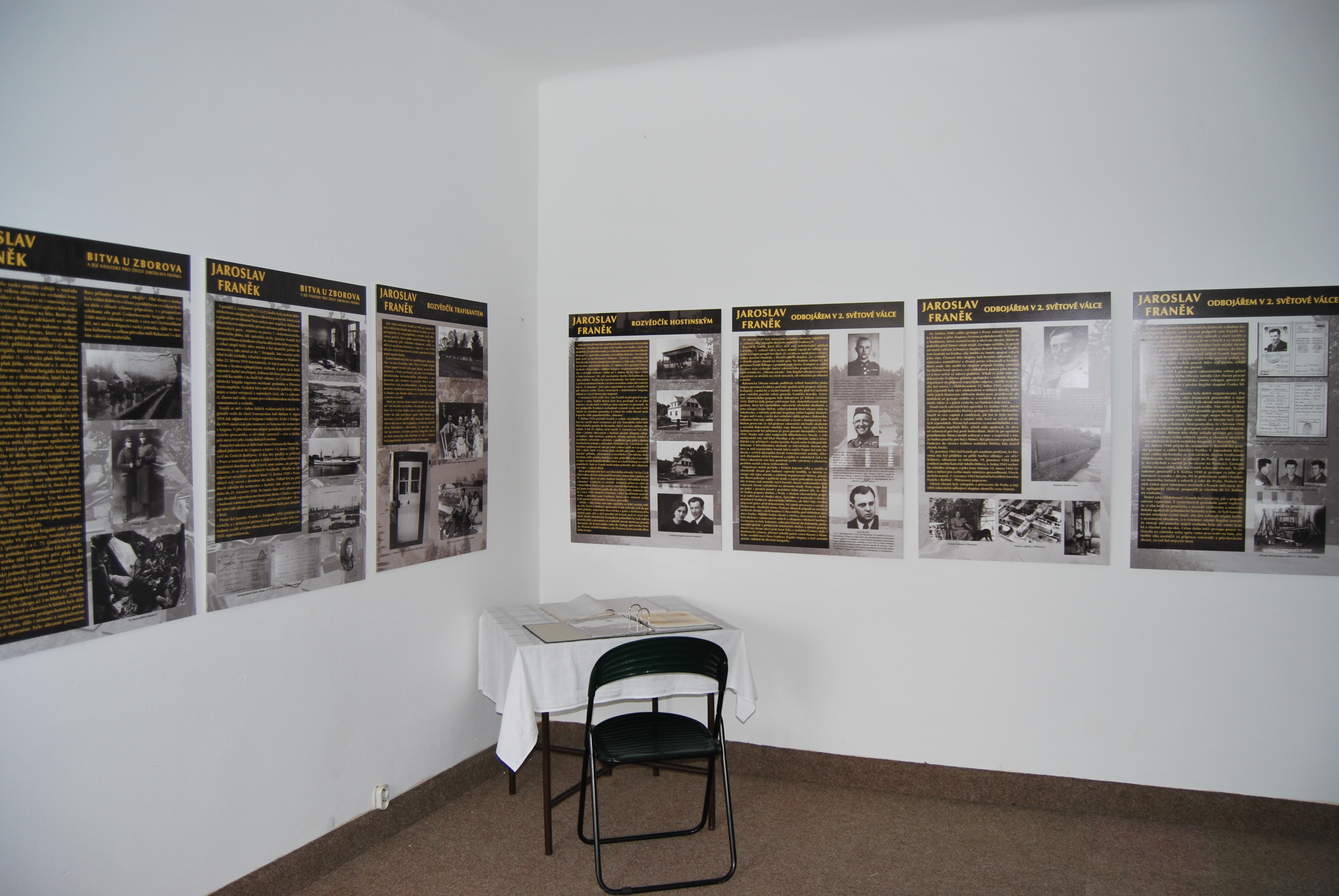
Museum gewijd aan Jaroslav Fraňek (zie ‘Geschiedenis’)